# نايجل بورغس
نايجل بورغس (بالإنجليزية: Nigel Burgess)‏ هو متسابق يخت بريطاني، ولد في 1942، وتوفي في 26 نوفمبر 1992 في خليج غاسكونيا في إسبانيا بسبب غرق.